# Christian Gottlob Rebs
Christian Gottlob Rebs   (Roßleben, 23 d'agost de 1773 - Zeitz, 10 de desembre de 1843) fou un crític i compositor musical. Era doctor en filosofia i fou cantor i director de música de l'església de Sant Miquel de Zeitz. Publica nombrosos articles en diaris, especialment en la Gaseta General de Música de Leipzig, i va compondre diferents obres per a piano i cant i piano.